# Cubanops ludovicorum
Cubanops ludovicorum (лат.) — вид мелких пауков рода Cubanops из семейства Caponiidae. Северная Америка: Куба. Длина самцов 2,76 мм, самки крупнее — 3,81 мм. Вид Cubanops ludovicorum был впервые описан в 1976 году арахнологом Джиральдо Гарсиа (Giraldo Alayón García) под первоначальным названием Nops ludovicorum Alayón, 1976. Cubanops ludovicorum включён в состав рода Cubanops Sánchez-Ruiz, Platnick & Dupérré, 2010 вместе с Cubanops bimini, Cubanops darlingtoni и другими видами.